# Eubaphe tritonia
Eubaphe tritonia är en fjärilsart som beskrevs av Druce 1885. Eubaphe tritonia ingår i släktet Eubaphe och familjen mätare. Inga underarter finns listade i Catalogue of Life.